# Lịch sử Bulgaria trong Đệ nhất thế chiến

Quốc kỳ Bulgaria trong Chiến tranh thế giới thứ nhất

Trong Chiến tranh thế giới thứ nhất, Bulgaria là nước thuộc phe Liên minh Trung tâm gồm Đế quốc Đức, Đế quốc Áo-Hung và Đế quốc Ottoman. Bulgaria chính thức tham chiến từ ngày 11 tháng 10 năm 1915 khi họ tấn công Serbia và đầu hàng phe Entente ngày 29 tháng 9 năm 1918.

## Nguyên nhân đưa Bulgaria tham chiến

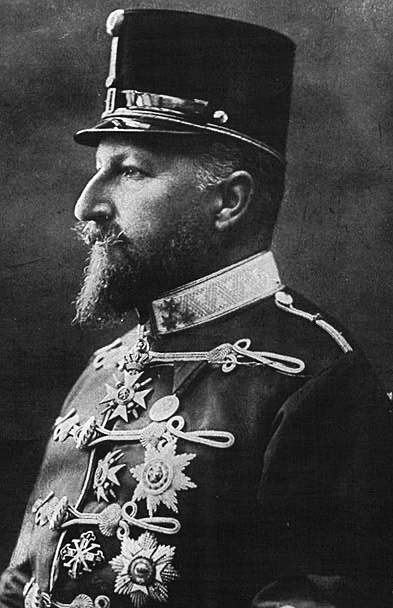
Hoàng đế Ferdinan I của Bulgaria

Sau khi giành được độc lập từ Đế quốc Ottoman vào 1878, Bulgaria trở thành một vương quốc độc lập tuy nhiên đường biên giới thiết lập tại Hội nghị Berlin 1878 đã không làm Bulgaria thoả mãn. Họ tiến hành các cuộc chiến tranh để mở rộng lãnh thổ mà tiêu biểu là Chiến tranh Balkan lần thứ nhất vào 1912 mà kết quả là Bulgaria giành được vùng Thrace và khu vực bờ biển Aegean. Sau đó, giữa Bulgaria và 2 đồng minh của họ trong cuộc chiến tranh này là Serbia, Hy Lạp phát sinh mâu thuẫn về vấn đề phân chia lãnh thổ giành được nên Bulgaria với sự xúi giục của Đế quốc Áo-Hung cùng với ý đồ mở rộng thêm lãnh thổ nên ngày 29 tháng 6 năm 1913 đã tấn công Serbia, mở đầu Chiến tranh Balkan lần thứ hai. Các nước khác như România, Montenegro và Đế quốc Ottoman đứng về phía Serbia. Cuối cùng vào tháng 7 năm 1913, Bulgaria đề nghị ngừng chiến và ngày 30 tháng 7 năm 1913, hội nghị hòa bình cho Chiến tranh Balkan lần thứ hai khai mạc tại Bucharest. Kết quả là Bulgaria mất gần hết những lãnh thổ mà họ giành được trong Chiến tranh Balkan lần thứ nhất, chỉ còn lại một vùng nhỏ Macedonia và Thrace.
Thất bại trong Chiến tranh Balkan lần thứ hai khiến Bulgaria muốn tìm cơ hội khác để phục thù và giành lại những lãnh thổ đã mất. Khi Chiến tranh thế giới thứ nhất nổ ra vào ngày 28 tháng 7 năm 1914 bằng sự kiện Đế quốc Áo-Hung tấn công Serbia, Bulgaria tuyên bố giữ trung lập bất chấp sự ve vãn, lôi kéo của cả hai bên tham chiến. Đến năm 1915, khi chính phủ Bulgaria do Vasil Radoslavov đứng đầu cho rằng các nước phe Liên minh Trung tâm sẽ giành thắng lợi cộng với những tham vọng về lãnh thổ của Bulgaria nhằm vào các đồng minh của Anh-Pháp là Serbia và România nên Bulgaria quyết định tham gia chiến tranh theo phe Liên minh Trung tâm. Ngày 3 tháng 9 năm 1915, Bulgaria ký với Đế quốc Ottoman Hiệp ước hữu nghị, đến ngày 6 tháng 9 thì ký với Đế quốc Đức và Đế quốc Áo-Hung Hiệp định liên minh. Theo các hiệp định này, các nước phe Liên minh Trung tâm hứa sẽ giúp Bulgaria lấy các lãnh thổ như Macedonia thuộc Hy Lạp và Serbia, nam Dobragea của Romania còn Bulgaria sẽ tham gia vào Chiến tranh thế giới thứ nhất. Ngày 11 tháng 10 năm 1915, Bulgaria tấn công Serbia, chính thức tham gia vào Chiến tranh thế giới thứ nhất.

## Vai trò và tình hình của Bulgaria trong cuộc chiến
Việc Bulgaria tham chiến là một thắng lợi lớn về mặt ngoại giao và quân sự của các nước phe Liên minh Trung tâm vì Bulgaria là nước có lực lượng quân sự mạnh nhất vùng Balkan. Sau khi Bulgaria tham chiến với 300.000 quân tràn vào biên giới Serbia, liên quân Đức, Áo-Hung đã đồng loạt mở cuộc tấn công. Kết thúc tháng 10 năm 1915, liên quân Đức, Áo-Hung, Bulgaria đã đánh bại Serbia tại Novo Brdo. Ngày 5 tháng 11, Nis bị chiếm, cắt đứt con đường lui về Thessaloniki của Serbia. Đến lúc này quân đội Serbia xem như đã thất bại và sau đó 12.000 quân còn lại của họ rút về Albania và Hy Lạp. Sau khi Serbia thất thủ, sự giao thông từ Đức đến Thổ Nhĩ Kỳ hoàn toàn thông suốt, không còn trở lực gì.
Sau đó, quân đội Bulgaria còn đạt nhiều thắng lợi khác như chiếm phần lớn Macedonia, tiến vào lãnh thổ Hy Lạp và khi Bulgaria tuyên chiến với România vào ngày 1 tháng 9 năm 1916, quân đội nước này đã vượt qua sông Danube đánh vào phía nam Romania, phối hợp với liên quân Đức, Áo-Hung từ phía bắc đánh xuống. Ngày 6 tháng 12, hai đạo quân ngày đã gặp nhau tại Bucharest. Trên đường tiến quân, Bulgaria đã chiếm được vùng Dobruja của Rumania.
Tuy nhiên những thắng lợi trên chiến trường vẫn không giảm được sự bất mãn của nhân dân Bulgaria trước cuộc chiến tranh vì những khó khăn về mọi mặt mà cuộc chiến tranh này gây ra cho cuộc sống của họ. Để tham gia chiến tranh, Bulgaria phải huy động rất nhiều sức người, sức của cho cuộc chiến nên đất nước ngày càng kiệt quệ nhưng chính phủ Bulgaria vẫn quyết tâm theo đuổi cuộc chiến tranh đến cùng. Thủ lĩnh của đảng Agragian, Aleksandur Stamboliyski đã bị tống giam vì có hành động chống đối chiến tranh. Cách mạng tháng Mười nổ ra vào năm 1917 đã có tác động mạnh mẽ đến Bulgaria, làm cho phong trào phản chiến và chống chế độ quân chủ của nhân dân Bulgaria ngày càng lan rộng. Trong hoàn cảnh đó, chính phủ do Radoslavov đứng đầu từ chức, Stamboliyski được thả và chế độ cộng hòa được ủng hộ.

## Kết quả

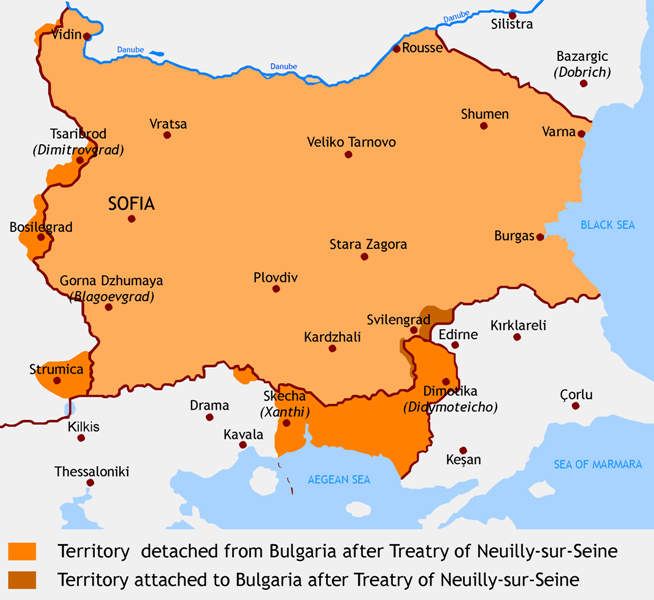
Bản đồ Bulgaria sau Hòa ước Neuilly

Đến năm 1918, các nước Liên minh Trung tâm đã lâm vào cảnh cùng kiệt, quân lực sút giảm nặng nề và gặp phải các cuộc nổi loạn ở trong nước. Tháng 3 đến tháng 7 năm 1918, quân Đức ồ ạt mở các cuộc tấn công ở Mặt trận phía Tây nhưng thất bại. Trong hoàn cảnh đó, quân đội các nước Hiệp ước đã mở cuộc phản công tại Mặt trận Balkan. Ngày 15 tháng 9 năm 1918, quân đội các nước Anh, Pháp, Serbia và Hy Lạp đã phá vỡ thành công phòng tuyến của quân đội Bulgaria, bao vây 100.000 quân của nước này. Đến thời điểm này thì không chỉ nhân dân Bulgaria mà cả binh lính nước này cũng bất mãn về cuộc chiến tranh và những rối loạn trong quân đội đã bùng nổ thành một cuộc khởi nghĩa. Ngày 24 tháng 9, quân khởi nghĩa đã chiếm được Bộ tổng tham mưu quân đội, tuyên bố thiết lập chế độ cộng hòa và tiến quân về thủ đô Sofia làm cho chính phủ và hoàng tộc Bulgaria lâm vào tình trạng hỗn loạn. Đại sứ quán Mỹ nhân cơ hội đó đã liên hệ với các nước phe Hiệp ước sớm đàm phán với Bulgaria về vấn đề chấm dứt chiến tranh. Ngày 29 tháng 9, Bulgaria tuyên bố đầu hàng và ký hiệp định đình chiến với các nước phe Hiệp ước tại Scalonis. Theo hiệp định này, Bulgaria phải rút hết quân khỏi Hy Lạp và Serbia, giải tán toàn bộ quân đội tuy nhiên được giữ lại 3 sư đoàn để giữ gìn trật tự trong nước. Hiệp định Scalonis đã đưa Bulgaria ra khỏi Chiến tranh thế giới thứ nhất, đồng thời giúp giới cầm quyền Bulgaria giải quyết nổi loạn trong nước bằng cách để các nước khác can thiệp vào việc nội bộ của mình. Đêm 29 tháng 9, quân đội Đức đưa quân vào Sofia, thủ đô Bulgaria. Bằng quân số và trang bị vượt trội, quân Đức đã đàn áp đẫm máu cuộc khởi nghĩa của binh lính Bulgaria.
Sau Chiến tranh thế giới thứ nhất, Bulgaria là nước bại trận do đó ngày 27 tháng 11 năm 1919 tại Neuilly, Paris đã diễn ra lễ ký kết Hòa ước Neuilly giữa Bulgaria và các nước thắng trận phe Hiệp ước. Theo hòa ước này, Bulgaria mất hoàn toàn diện tích lãnh thổ mà họ chiếm được trong chiến tranh Balkan vào tay România, Nam Tư và Hy Lạp, bị hạn chế lực lượng vũ trang và phải bồi thường một khoản chiến phí khổng lồ cho các nước thắng trận.